# Honda Stepwgn
Honda Stepwgn – van produkowany przez koncern Honda od 1996 roku. Od 2015 roku produkowana jest piąta generacja modelu.

## Honda Stepwgn I
Honda Stepwgn I po raz pierwszy zaprezentowana została podczas targów motoryzacyjnych w Tokio w 1995 roku jako samochód koncepcyjny pod nazwą F-MX. Produkcję pojazdu rozpoczęto 8 maja 1996 roku.
W 1999 auto przeszło facelifting. Zmieniono m.in. wygląd reflektorów.
Wyprodukowanych zostało 476 715 egzemplarzy samochodu.

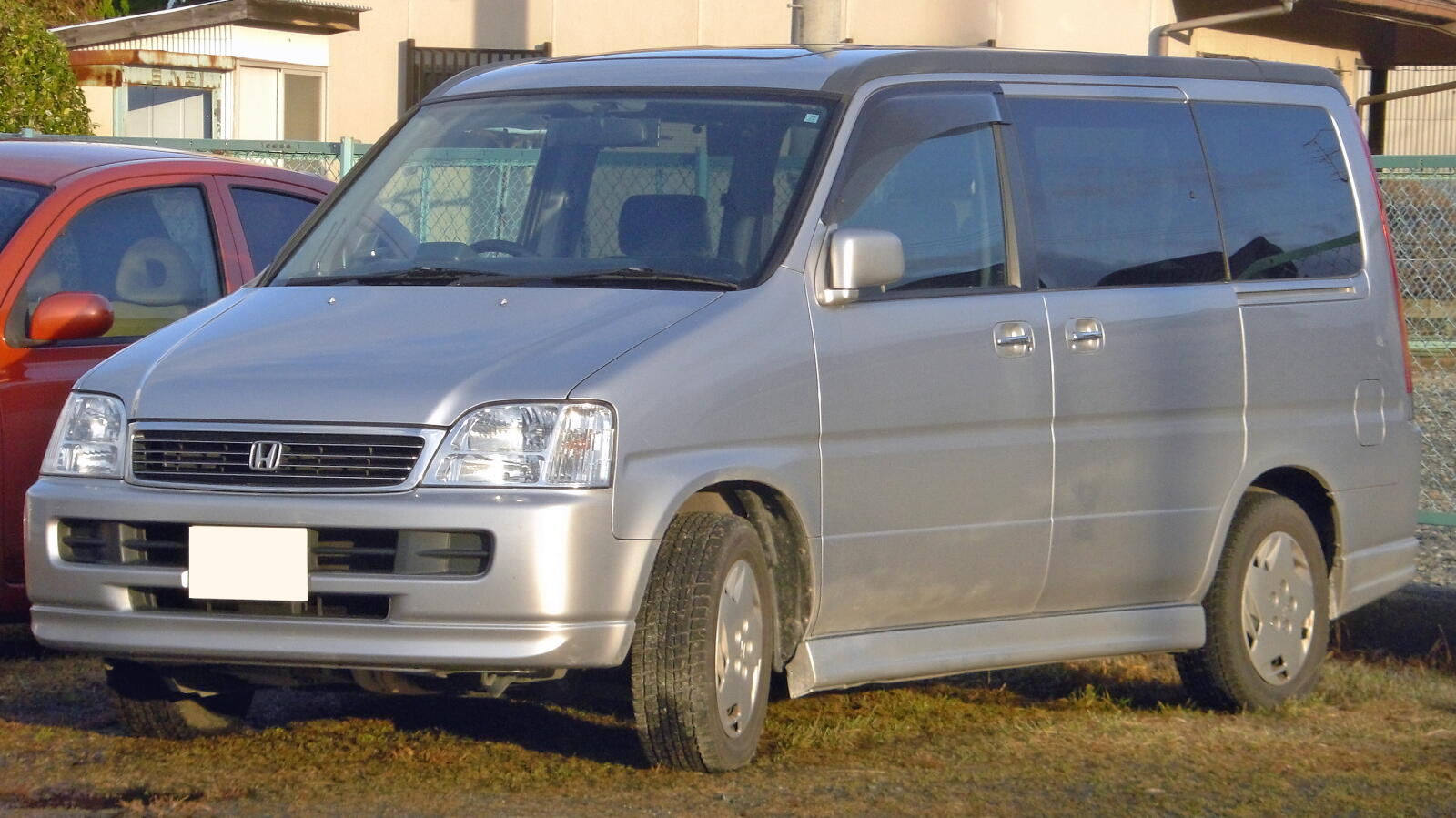
Honda Stepwgn I po liftingu
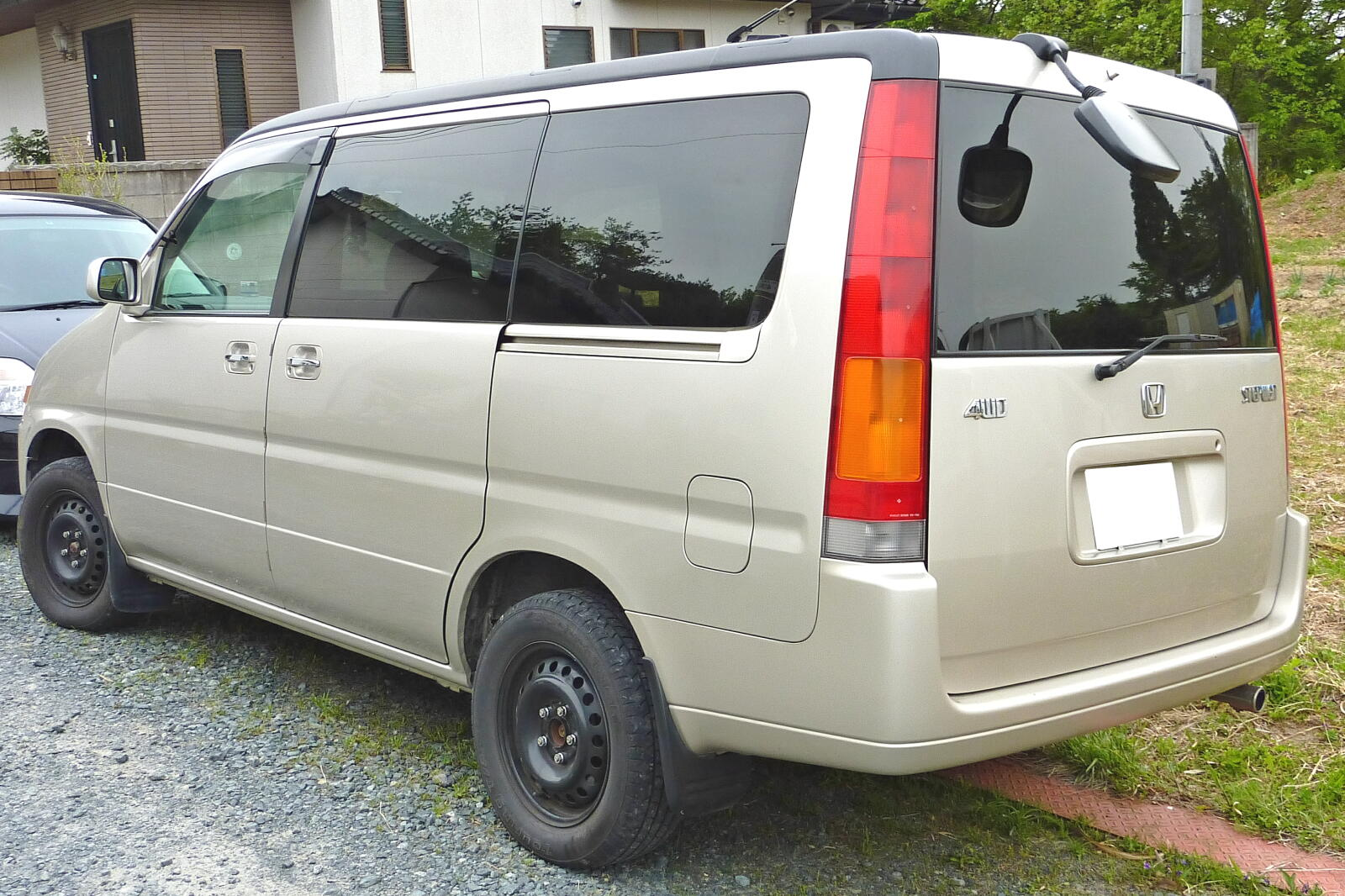
Tył Stepwgn I

## Honda Stepwgn II
Honda Stepwgn II została po raz pierwszy zaprezentowana podczas targów motoryzacyjnych w Tokio w 2000 roku. Auto w dużej mierze bazuje na pierwszej generacji. 
W 2003 roku auto przeszło facelifting. Zmieniono m.in. przednie reflektory.

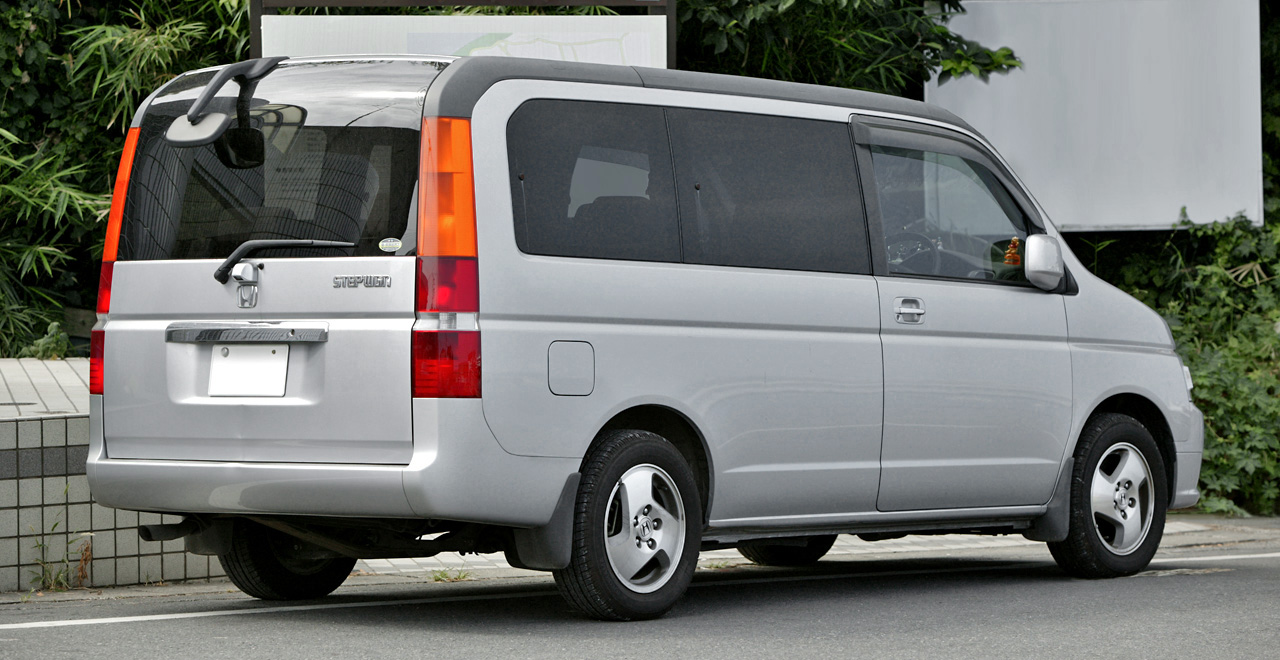
Tył Stepwgn II
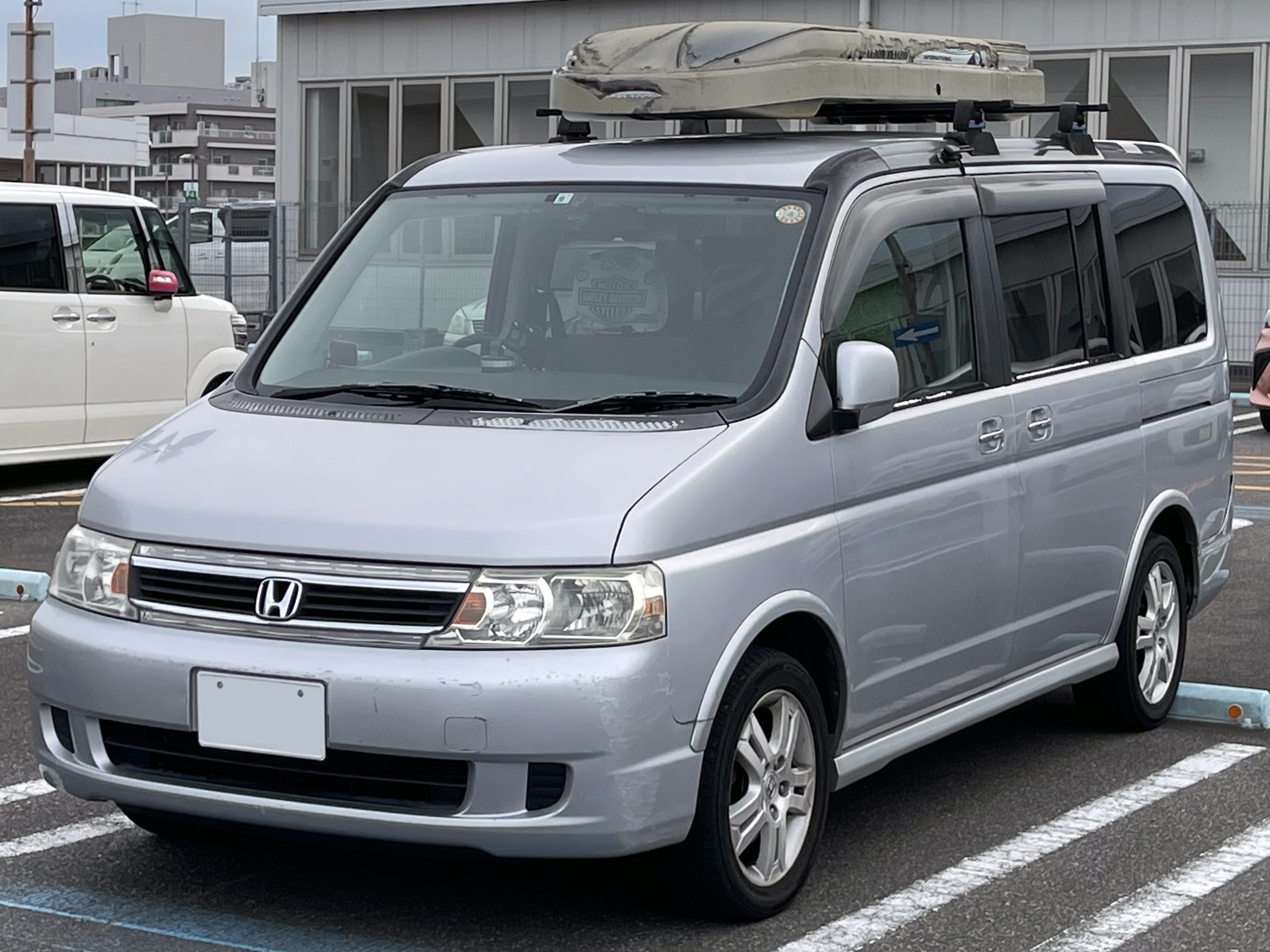
Honda Stepwgn II po liftingu (wersja Spada)
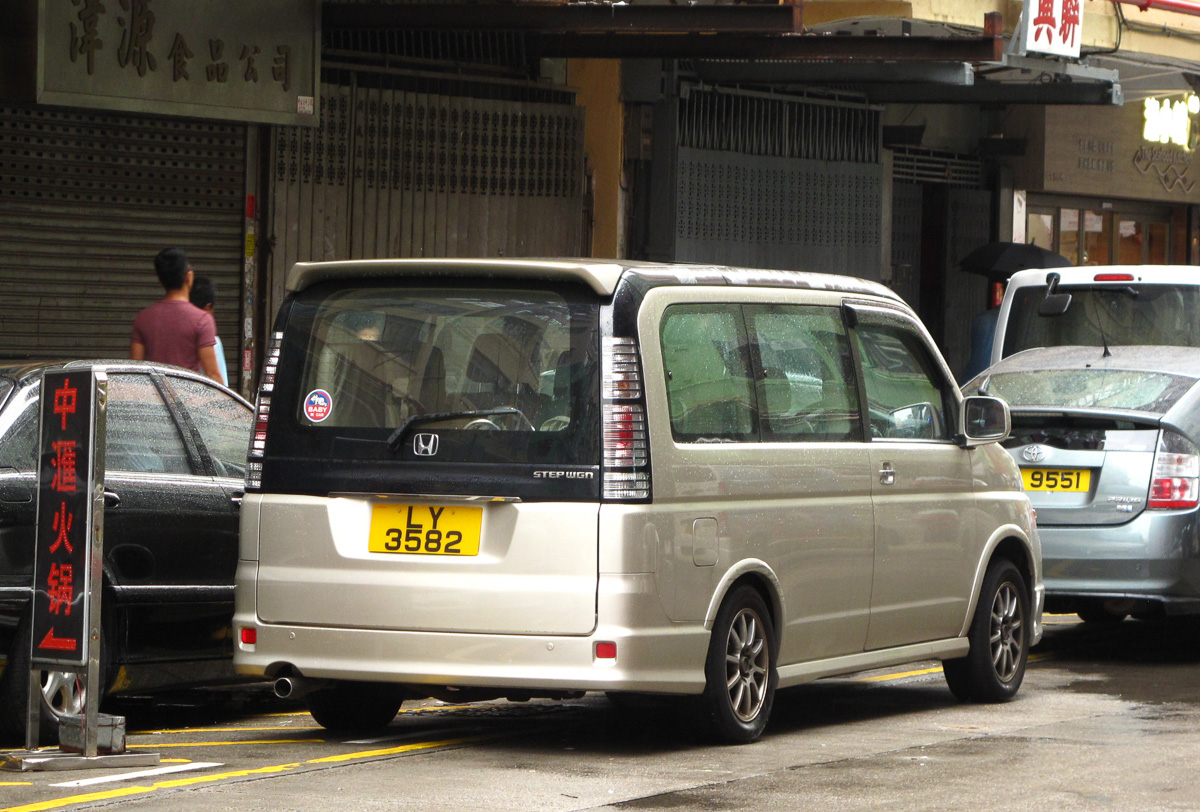
Honda Stepwgn II po liftingu (wersja Spada)

## Honda Stepwgn III
Honda Stepwgn III po raz pierwszy została zaprezentowana podczas targów motoryzacyjnych w Tokio w 2005 roku.

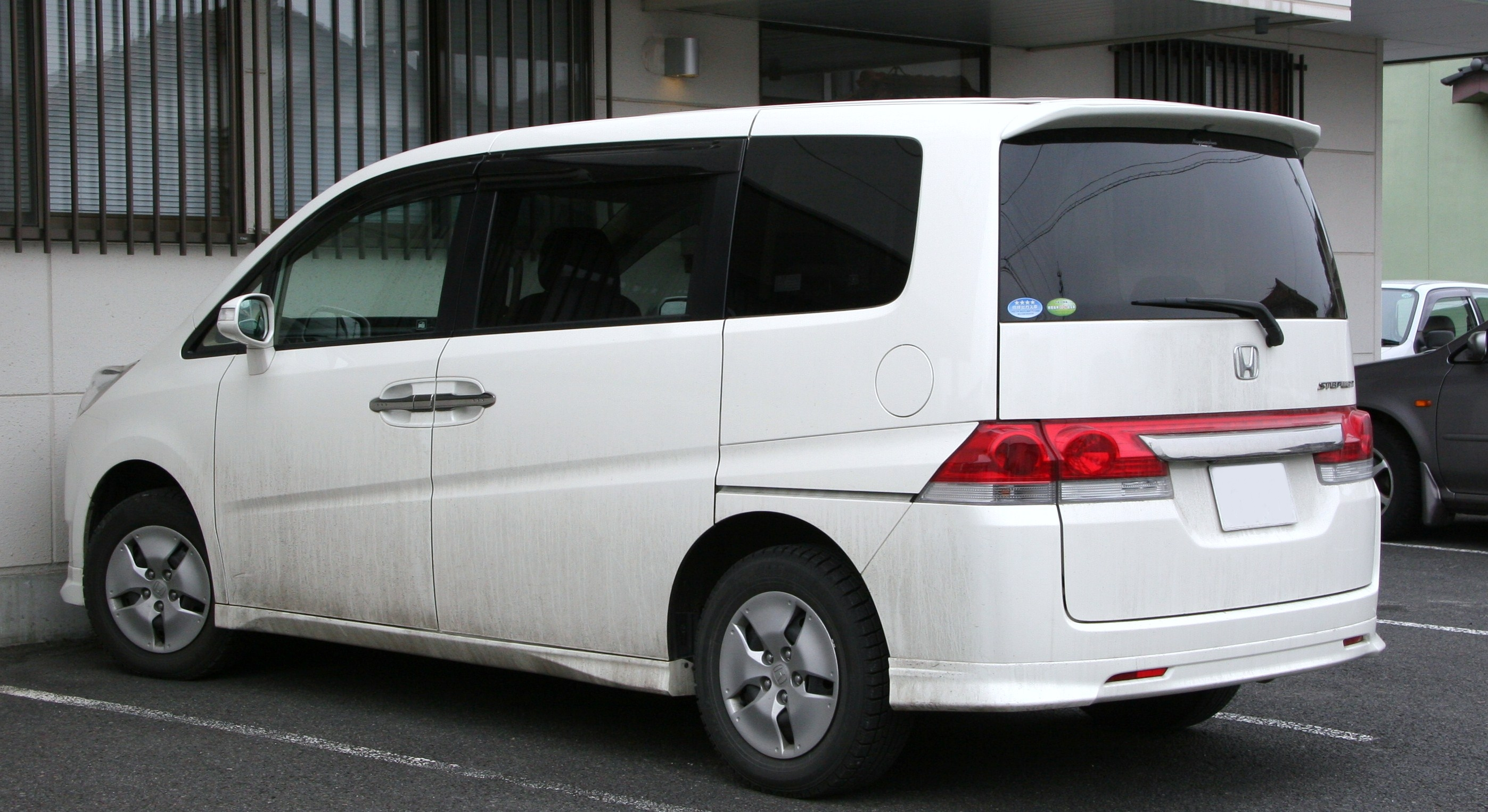
Tył Hondy Stepwgn

W 2007 roku auto przeszło facelifting. Odnowiono grill i tylne światła. 
Wersje wyposażeniowe:
- G
- GS
- GL
- GLS

## Honda Stepwgn IV
Honda Stepwgn IV została zaprezentowana po raz pierwszy podczas targów motoryzacyjnych w Tokio w 2009 roku. W porównaniu do poprzednich generacji pojazdu została gruntownie przebudowana. Zwiększono długość oraz wysokość pojazdu.
Wersje wyposażeniowe:
- G
- GL
- L
- Li
- S
- Spada
- Spada Z
- Z
- Zi

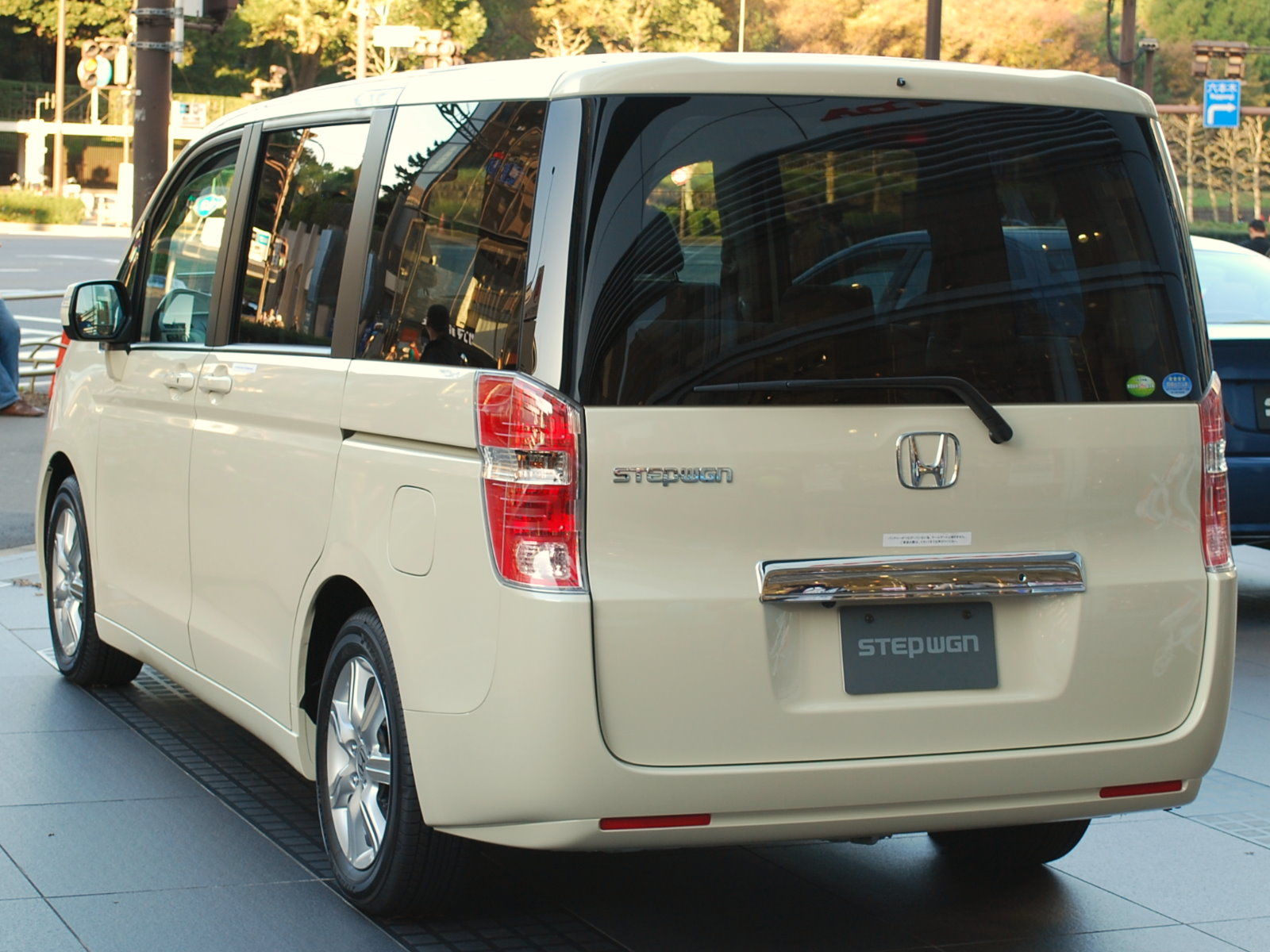
Tył Stepwgn IV
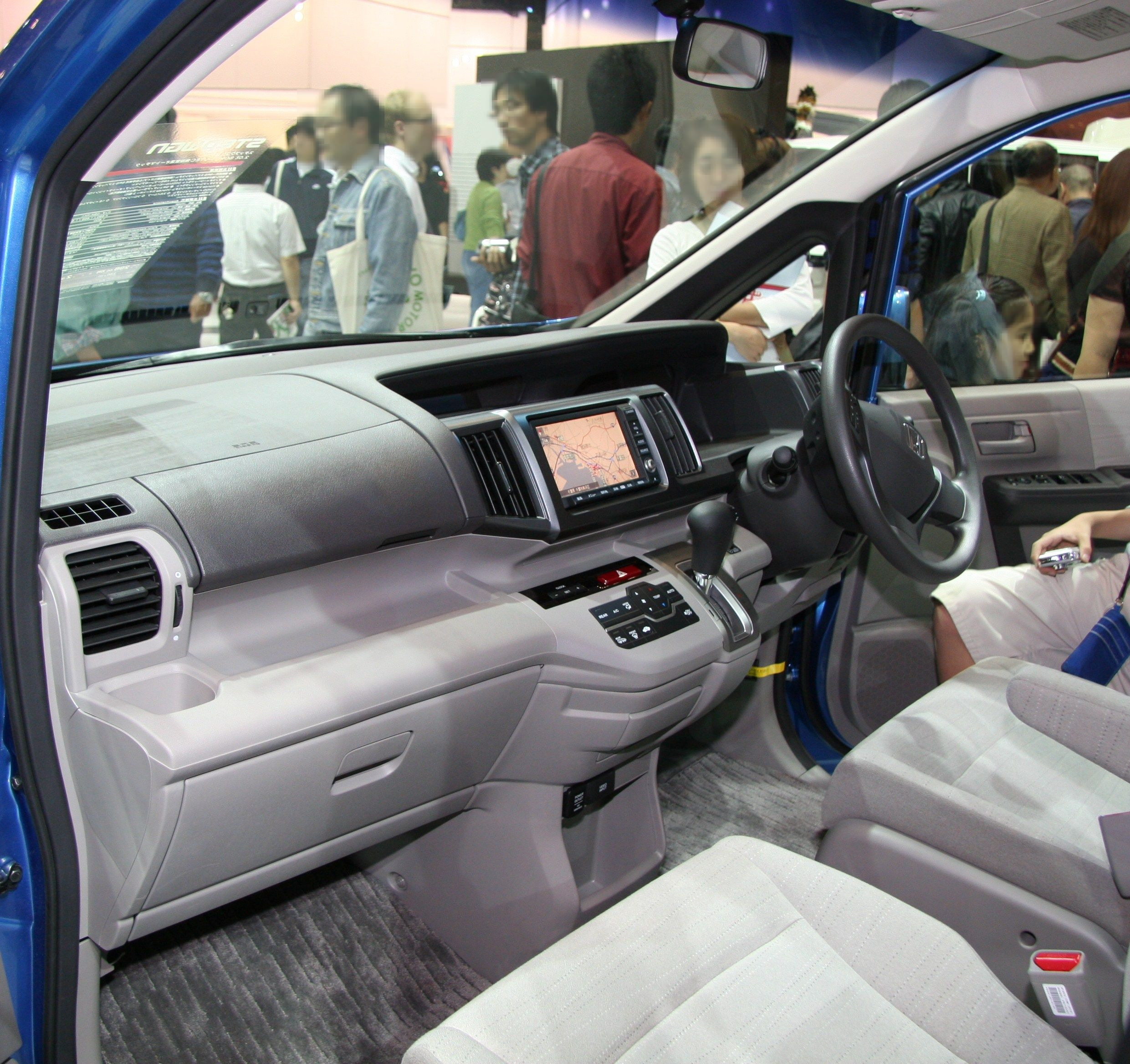
Wnętrze Stepwgn IV